# روز أنطوان
روز أنطوان هي صحفية وكاتبة مصرية ولدت عام 1890طرابلس الشام (لبنان) وتوفيت عام 1955 

## بداياتها في الإسكندرية
التحقت بمدرسة البنات الأميركية، هاجرت إلى مصر ملتحقة بأخيها فرح الذي كان قد سبقها إلى الهجرة في سنة 1897. ووقّعت عقداً مع المرسلين الأميركيين لإدارة مدرسة للبنات تقع في حي الإبراهيمية في مدينة الإسكندرية، حيث عملت مدّة ثلاث سنوات. كانت تكتب في مجلة «الجامعة العثمانية» التي أسّسها فرح قد أسّس في 15 مايو سنة 1899 بين الحين والآخر. وعندما انتهى عقد العمل مع المرسلين الأميركيين، قرّرت البقاء إلى جانب أخيها في الإسكندرية، فساعدها في 11 أبريل سنة 1903 ساعدها شقيقها فرح أنطوان على إنشاء مجلة «السيدات والبنات» في الإسكندرية، وتوقّفت عن الصدور في عامها الثاني، ثم عاودت الظهور في عامها الثالث بعنوان «مجلة السيدات». وظلّت تصدر حتى سنة 1906.

## القاهرة
سافرت روز مع شقيقها إلى أمريكا. وهناك تزوجت من نقولا حداد، ثم عادت معه إلى القاهرة، وأصدرا مجلة «السيدات والرجال» عام 1922، وظلت تصدر إثنى عشر عاماً. كانت تحرر القسم النسوي، وزوجها يحرر القسم الرجالي. لها كتاب بعنوان «مقام المرأة الإجتماعي في التاريخ» حرّرت في المقتطف عندما كان زوجها رئيساً لتحريرها عام 1950.